# Syrmatium haydonii
Syrmatium haydonii är en ärtväxtart som först beskrevs av Charles Russell Orcutt, och fick sitt nu gällande namn av Amos Arthur Heller. Syrmatium haydonii ingår i släktet Syrmatium och familjen ärtväxter. Inga underarter finns listade i Catalogue of Life.